# Pulicaria monocephala
Pulicaria monocephala là một loài thực vật có hoa trong họ Cúc. Loài này được Franch. miêu tả khoa học đầu tiên.